# 岡本時仲
岡本 時仲（おかもと ときなか、生没年不詳）は、戦国時代の武将。通称平右衛門、八郎左衛門。

## 略歴
天正7年（1579年）8月29日、築山殿が徳川家康の上意により処分が決まり佐鳴湖小藪村付近で殺害の際、時仲は介錯を行ったというが定かではない。
時仲の子・岡本大八はのちに本多正純の与力となったが、慶長17年（1612年）3月21日、邪宗門のかどにより安倍川原で火刑にされた。